# Нова Камйонка (Сокульський повіт)
Нова Камйонка (пол. Nowa Kamionka) — село в Польщі, у гміні Сокулка Сокульського повіту Підляського воєводства.
Населення — 172 особи (2011).
У 1975-1998 роках село належало до Білостоцького воєводства.

## Демографія
Демографічна структура станом на 31 березня 2011 року:
|          | Загалом | Допрацездатний вік | Працездатний вік | Постпрацездатний вік |
| -------- | ------- | ------------------ | ---------------- | -------------------- |
| Чоловіки | 81      | 17                 | 52               | 12                   |
| Жінки    | 91      | 20                 | 50               | 21                   |
| Разом    | 172     | 37                 | 102              | 33                   |